# Cañeros del Este
O Cañeros del Este é um clube profissional de basquetebol situada na cidade de La Romana, República Dominicana que disputa atualmente a LNB. Manda seus jogos no Polideportivo Eleoncio Mercedes com capacidade para 4.000 espectadores.

## Títulos

### Liga Nacional de Baloncesto
- - Campeão (2x):2010 e 2012
  - Finalista (1x):2015